# Phantom of Inferno
Phantom of Inferno — японский визуальный роман, разработанный компанией Nitroplus и изданный Hirameki International в 2000 году. Сюжет игры может принимать разные стороны в зависимости от выбора игрока: он может развиваться как депрессивная action-драма или же может быть романтической драмой. Игра портирована на DVD-Video в 2001 году, переведена на английский в 2003 и также портирована на Xbox 360 летом 2011 года.

## Сюжет
В настоящее время существуют: визуальный роман, небольшое 3-серийное OVA-аниме, и 26-серийное аниме.

### Визуальный роман
История Phantom of Inferno рассказывает о 15-летнем мальчике, который стал свидетелем убийства репортёра. Его память стирают и дают выбор: или стать наёмным убийцей на службе крупной мафиозной организации Inferno, или умереть. После вступления в организацию ему присваивается имя Цвай («Zwei» с немецкого номер «два»), и его начинает обучать Айн («Eins» с немецкого номер «один»). Айн также известна как «Фантом» — лучший убийца криминального мира Inferno.
Inferno называют себя чем-то вроде «ООН в мире мафии». Пока Цвай проходит через обучение и различные миссии, обман и предательство происходят даже в Inferno, медленно подвергая Цвая все большей и большей опасности. Позже Цвай встречает девочку по имени Кэл Девенс, и хоть он и пытается защитить её от опасностей, ему это не удается, даже она оказывается втянутой в этот Ад, став убийцей под именем Драй («Drei» с немецкого номер «три»).
Игра разделена на три главы. Первая посвящена Цваю, и тому как он становится убийцей. Эта глава имеет две ветви: одна для Айн, другая для Клаудии. Независимо от того, какая ветвь будет выбрана, глава заканчивается побегом Скайза и «смертью» Айн, если не решить сбежать обратно в Японию. Вторая глава начинается через год после событий первой, и посвящена плану Клаудии принять клан Годо в Inferno и мести Скайза. В этой же главе введен новый персонаж — Кэл Девенс, которой посвящена одна ветвь, так же тут заканчивается ветвь Клаудии.

## Аниме
Nitroplus и Kadokawa Shoten адаптировали историю в аниме, чем занималась студия Bee Train под руководством Коити Масимо, под названием Phantom: Requiem for the Phantom.
Сериал начал транслироваться 2 апреля 2009 года и закончился 24 сентября 2009 года на канале TV Tokyo. Позже были трансляции на AT-X, TV Aichi, и TV Osaka. Аниме теперь доступно на FUNimation Entertainment. Полный сериал на английском языке вышел на двух DVD 18 января 2011 года.
В Северной Америке TV-премьера состоялась 8 февраля 2010 года на Funimation Channel.

## Персонажи
- Айн (Элен) — первая, кто получил кодовое имя «Фантом», имя которое выдается лучшим убийцам на службе Inferno. Она была найдена Мастером Скайзом и была первой его подопытной. У неё нет никаких воспоминаний о её прошлом. Имя Элен дал ей Рэйдзи, когда они впервые попытались сбежать от Inferno. Когда Элен и Рэйдзи бегут в Японию, она меняет своё имя на Элен и представляется как сестра-близнец Рэйдзи. В ходе долгих поисков её прошлого, следы приводят Элен и Рэйдзи в Монголию.
- Цвай (Адзума Рэйдзи) — главный персонаж истории, Цвай был обычным туристом из Японии, после того как он стал свидетелем убийства в Америке его похитили люди из организации Inferno. Ему удалось скрываться от своих преследователей достаточно долго, что стало доказательством наличия у него сильного инстинкта выживания — инстинкта необходимого для того чтобы стать идеальным убийцей. Ему стирают память посредством гипноза и применения наркотиков, таким образом он становится вторым Фантомом на службе Inferno. Кодовое имя «Цвай» дано ему Мастером Скайсом дабы показать что он экспериментальный убийца второго поколения. С помощью Клаудии, Цвай узнает свою истинную личность и имя — Адзума Рэйдзи. В Японии он использует своё настоящее имя.
- Драй (Кэл Девенс) — молодая девушка, которая пыталась нанять Цвая, используя случайно украденные деньги Inferno, чтобы отомстить за убитую сестру. Цвай пытается скрыть её от Inferno, но неудачно, и ему пришлось сказать, что разглядел в ней талант убийцы и хочет её обучить, сделав своей напарницей. После покушения на его жизнь, Цвай решил что Кэл умерла и был вынужден покинуть Америку. Кэл думала что Цвай бросил её, чем и воспользовался Скайз, наполнив её ненавистью к Цваю и сделав из неё третьего убийцу, Драй.
- Мастер Скайз (Гельмут Джузеппе) — учёный, страдающий бредом величия. Именно он «создал» фантомов Айн, Цвай и Драй, а также ещё несколько последующих за ними попыток создать идеальных убийц.
- Раймонд МакГвайер — колумбийский наркобарон, который является лидером Inferno. Он тих и наблюдателен.
- Клаудия МакКеннон — одна из боссов Inferno. Клаудия спокойно манипулирует как Inferno, так и Цваем, довольно быстро наладив с ним контакт.
- Лиззи Гарланд — давняя подруга Клаудии и её телохранитель.
- Исаак Висмел — брутальный человек, один из боссов Inferno. Является лидером банды Кровавых в Лос-Анджелесе.
- Мио Фудзиэда — молодая девушка, которая не знает что её отец глава клана якудза. Рэйдзи и Элен идут в ту же школу что и Мио, когда сбегают в Японию. Мио испытывает романтические чувства к Рэйдзи.